# Australian Army

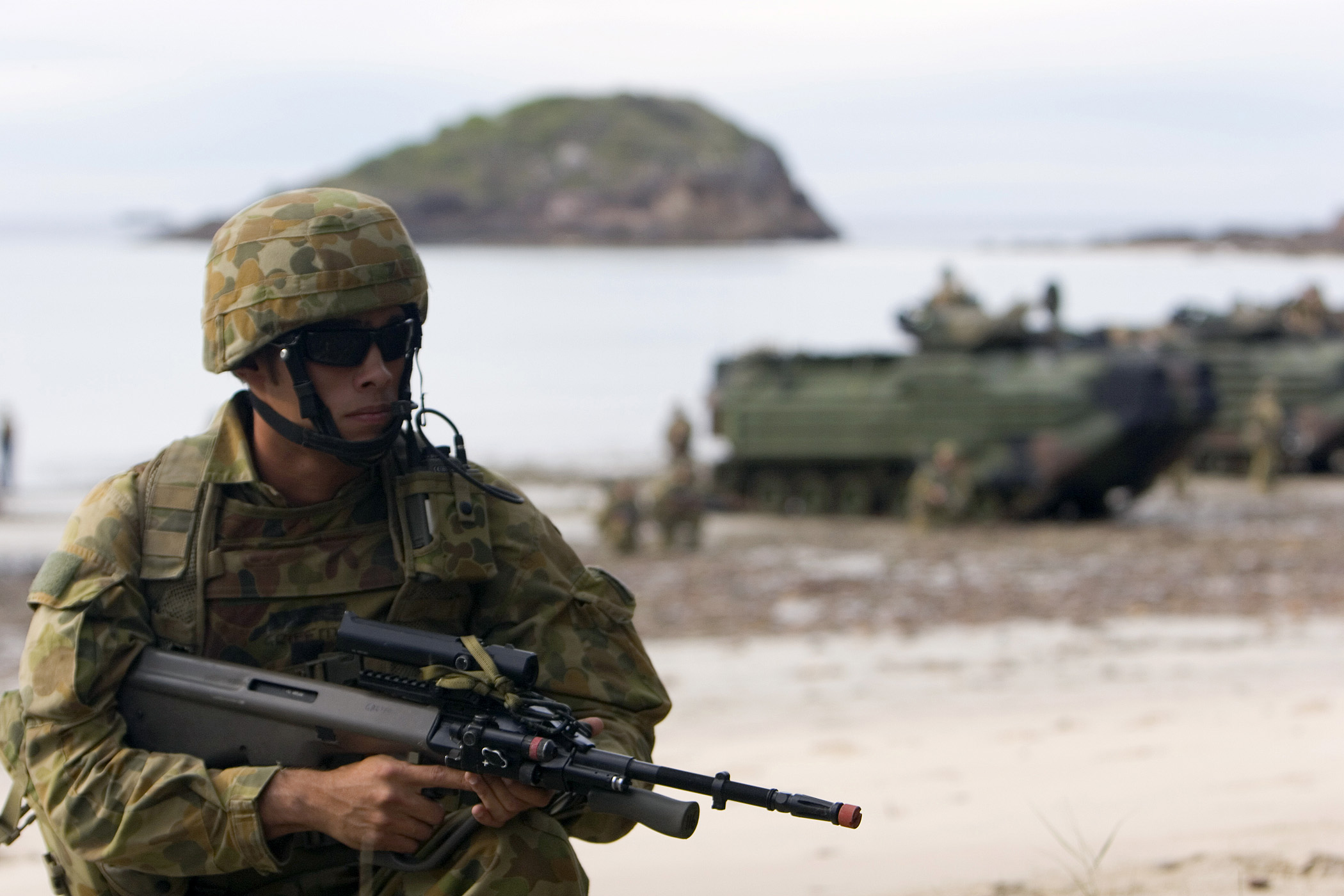
Australijski żołnierz

Australian Army – wojska lądowe Australii, będące częścią Australijskich Sił Obrony (ang. Australian Defence Force), powstałe w 1901 roku. W 2008 roku liczba żołnierzy pełniących służbę zawodową w Australian Army wynosiła 26 611, a liczba rezerwistów 15 892.
Australijscy żołnierze brali udział w wielu konfliktach, m.in. w I i II wojnie światowej, wojnie koreańskiej, wojnie wietnamskiej, wojnie w Afganistanie oraz Iraku.

## Wyposażenie
Podstawowe uzbrojenie piechoty w Australian Army stanowią karabiny szturmowe F88 Austeyr, pistolety Browning HP oraz karabiny maszynowe FN Minimi i FN MAG-58.

### Pojazdy i artyleria
| Zdjęcie | Sprzęt                    | Producent                    | Typ                                                  | Wersja                                                    | W służbie         | Uwagi |
| ------- | ------------------------- | ---------------------------- | ---------------------------------------------------- | --------------------------------------------------------- | ----------------- | --- |
|         | M1 Abrams                 | Stany Zjednoczone            | czołg podstawowy                                     | M1A1SA                                                    | 59 (75)           | Wyprodukowane w 2006 roku. W 2022 roku Australia zobowiązała się do zakupu 122 czołgów, w tym 75 czołgów podstawowych nowszej generacji Abrams M1A2, czołgów saperskich M1150 ABV oraz mostów czołgowych M1074. Pojazdy mają być dostarczane od 2024 roku; czołgi w wersji M1A2 zastąpią 59 sztuk w wersji M1A1, które zostaną przekazane Ukrainie. |
|         | M1150 ABV                 | Stany Zjednoczone            | czołg saperski                                       |                                                           | (29)              | Zamówiono 29 sztuk. |
|         | M1074 JAB                 | Stany Zjednoczone            | most czołgowy                                        |                                                           | (18)              | Zamówiono 18 sztuk. |
|         | M88A2 Hercules            | Stany Zjednoczone            | wóz zabezpieczenia technicznego                      |                                                           | 13                | W 2007 roku zakupiono siedem pojazdów M88A2 do obsługi czołgów M1 Abrams. Kolejnych sześć zostało zakupionych i wprowadzonych do służby w 2017 roku. Stany Zjednoczone zatwierdziły zagraniczną sprzedaż wojskową (FMS) nowych M88A2 do Australii. |
|         | ASLAV                     | Kanada · Australia           | kołowy bojowy wóz piechoty / bojowy wóz rozpoznawczy | ASLAV-25 ASLAV-PC ASLAV-C ASLAV-S ASLAV-A ASLAV-F ASLAV-R | 257               | Produkowane w latach 1995-2007. Do zastąpienia przez 211 bojowych wozów rozpoznawczych Boxer. |
|         | Boxer                     | Niemcy · Australia           | bojowy wóz rozpoznawczy                              | CRV                                                       | 26 (211)          | Produkowane od 2019 roku. Pierwsze 25 sztuk wyprodukowano w Niemczech, reszta sztuk jest produkowana w Ipswich w Brisbane w Australii. Łącznie ma być 211 sztuk. Mają zastąpić bojowe wozy piechoty ASLAV. 133 pojazdów będzie w wariancie Combat Reconnaissance Vehicle (CRV) czyli jako bojowy wóz rozpoznawczy, 15 w wersji CRV-C2 (Combat Reconnaissance Vehicle - C2), 13 CRV-MPV (Combat Reconnaissance Vehicle - Multi-Purpose Vehicle), 11 x CRV-REP (Combat Reconnaissance Vehicle - Repair), 10 x CRV-REC (Combat Reconnaissance Vehicle - Recovery), 29 x CRV-JFS (Combat Reconnaissance Vehicle - Joint Fire Support) i 11 w wariancie karetek pogotowia. |
|         | M113                      | Stany Zjednoczone            | gąsienicowy transporter opancerzony                  | M113AS3 M113AS4                                           | 431               | 340 M113AS4 (zmodernizowanych w latach 2007–2012) i 91 M113AS3 obecnie jest na wyposażeniu armii (czyt. więcej: transportery opancerzone M113 w służbie australijskiej). Po 2027 roku mają być stopniowo zastępowane przez 129 bojowych wozów piechoty K21. |
|         | K21                       | Korea Południowa · Australia | gąsienicowy bojowy wóz piechoty                      | AS21 Redback                                              | (129)             | Pierwotnie miało zostać nabytych 450 pojazdów, aby zastąpić australijskie M113, ale planowana liczba została zmniejszona w kwietniu 2023 roku do 129 sztuk. Mają być produkowane w specjalnie wybudowanej australijskiej fabryce na koreańskiej licencji i mają zostać dostarczone na przełomie 2027/2028. Australijska wersja ma mieć nazwę: AS21 Redback. |
|         | K9 Thunder                | Korea Południowa · Australia | działo samobieżne                                    | AS9 AS10                                                  | (45)              | Australia ma zbudować na koreańskiej licencji u siebie w kraju łącznie 45 pojazdów |
|         | Bushmaster IMV            | Australia                    | kołowy transporter opancerzony typu MRAP             |                                                           | 1000              | |
|         | Hawkei                    | Australia                    | wojskowy lekki pojazd terenowy                       |                                                           | 1100              | 5 października 2015 roku premier Australii, Malcolm Turnbull potwierdził decyzję o kupnie 1100 pojazdów terenowych z rodziny Hawkei 4x4 w ramach programu LAND 121. Produkowane od 2016 roku. |
|         | Land Rover Perentie       | Wielka Brytania · Australia  | pojazd użytkowy                                      |                                                           | <1500             | Mają być zastąpione przez Mercedes-Benz G-Wagon. |
|         | G-Wagon                   | Niemcy                       | pojazd użytkowy                                      |                                                           | 2268              | Do zastąpienia pojazdów Land Rover Perentie. |
|         | MAN RMMV HX               | Niemcy                       | taktyczny pojazd militarny                           |                                                           | 2536              | Produkowane od 2015 roku. |
|         | HMT Extenda               | Wielka Brytania              | transporter o wysokiej mobilności                    |                                                           | 31 (89)           | Armia zakupiła 31 pojazdów patrolowych HMT Extenda MK1 do użytku przez Special Air Service Regiment. Ponadto zamówiono 89 HMT Extenda w wersji MK2 dla 2nd Commando Regiment. |
|         | LARC-V                    | Stany Zjednoczone            | amfibia transportowa                                 |                                                           | 15                | |
|         | LCM-8                     | Stany Zjednoczone            | łodzie rzeczne                                       |                                                           | 12                | |
|         | Eurocopter Tiger          | Niemcy · Francja             | śmigłowiec szturmowy                                 | Tiger ARH                                                 | 22                | Zastąpiły Bell OH-58 Kiowa. Produkowane w latach 2004-2010. Uzbrojone m.in. w pociski rakietowe AGM-114 Hellfire. Mają być zastępywane od 2025 roku przez 29 śmigłowców szturmowych Boeing AH-64 Apache w nowej wersji AH-64E. |
|         | Sikorsky UH-60 Black Hawk | Stany Zjednoczone            | śmigłowiec wielozadaniowy                            | UH-60M                                                    | 10 (30 zamówione) | Dostarczane od 2023 roku. Docelowo ma być łącznie 40 sztuk. Do zastąpienia śmigłowców MRH90. |
|         | NHI MRH90                 | Francja · Australia          | śmigłowiec wielozadaniowy                            | MRH 90 TTH                                                | 40                | plus dodatkowe 6 wspólne wspólnie z Royal Australian Navy. Zastąpił Bell UH-1 Iroquois oraz ma zastąpić śmigłowce Black Hawk. 1 został utracony w 2023. |
|         | Boeing CH-47 Chinook      | Stany Zjednoczone            | ciężki śmigłowiec transportowy                       | CH-47F                                                    | 14                | 3 ostatnie sztuki wdrożono w latach 2021-2022. Zobacz też: Boeing CH-47 Chinook w Australian Defence Force w angielskojęzycznej Wikipedii. |
|         | AgustaWestland AW139      | Włochy                       | śmigłowiec                                           |                                                           | 5                 | Śmigłowce wydzierżawione. |
|         | Eurocopter EC135          | Francja · Niemcy             | śmigłowiec treningowy                                | T2+                                                       | 15                | wspólne wspólnie z Royal Australian Navy |
|         | RQ-7 Shadow               | Stany Zjednoczone            | taktyczny, bezzałogowy aparat latający UAV           |                                                           | 10                | Wejście do służby w 2012 roku. Zastąpiły Boeing Insitu ScanEagle. |
|         | AeroVironment Wasp III    | Stany Zjednoczone            | miniaturowy bezzałogowy aparat latający UAV          |                                                           |                   | |
|         | Black Hornet Nano         | Norwegia                     | miniaturowy bezzałogowy śmigłowiec rozpoznawczy UAV  |                                                           | (160)             | |
|         | M142 HIMARS               | Stany Zjednoczone            | mobilna wieloprowadnicowa wyrzutnia rakietowa        |                                                           | (42 zamówione)    | Amunicją będą taktyczne pociski balistyczne krótkiego zasięgu Precision Strike Missile. |
|         | NASAMS                    | Stany Zjednoczone            | naziemny system obrony powietrznej                   |                                                           | (zamówione)       | |
|         | RBS 70                    | Stany Zjednoczone            | przenośny przeciwlotniczy zestaw rakietowy           |                                                           |                   | |
|         | M777                      | Wielka Brytania              | haubica 155 mm                                       |                                                           | 48                | Haubice holowane 155 mm dostarczone w latach 2010-2017. Oprócz tego zamówiono 49 dział samobieżnych K9 Thunder. Haubica używa pocisków artyleryjskich SMArt 155 oraz pocisków artyleryjskich wydłużonego zasięgu M982 Excalibur. |